# سیارک ۹۶۳۳
سیارک ۹۶۳۳ (به انگلیسی: 9633 Cotur، نامگذاری:1993UP8) نه هزار و ششصد و سی و سومین سیارک کشف شده‌است که در ۲۰ اکتبر ۱۹۹۳ کشف شد.
قدر مطلق سیارک برابر ۱۲٫۴۰ است.